# Танкист

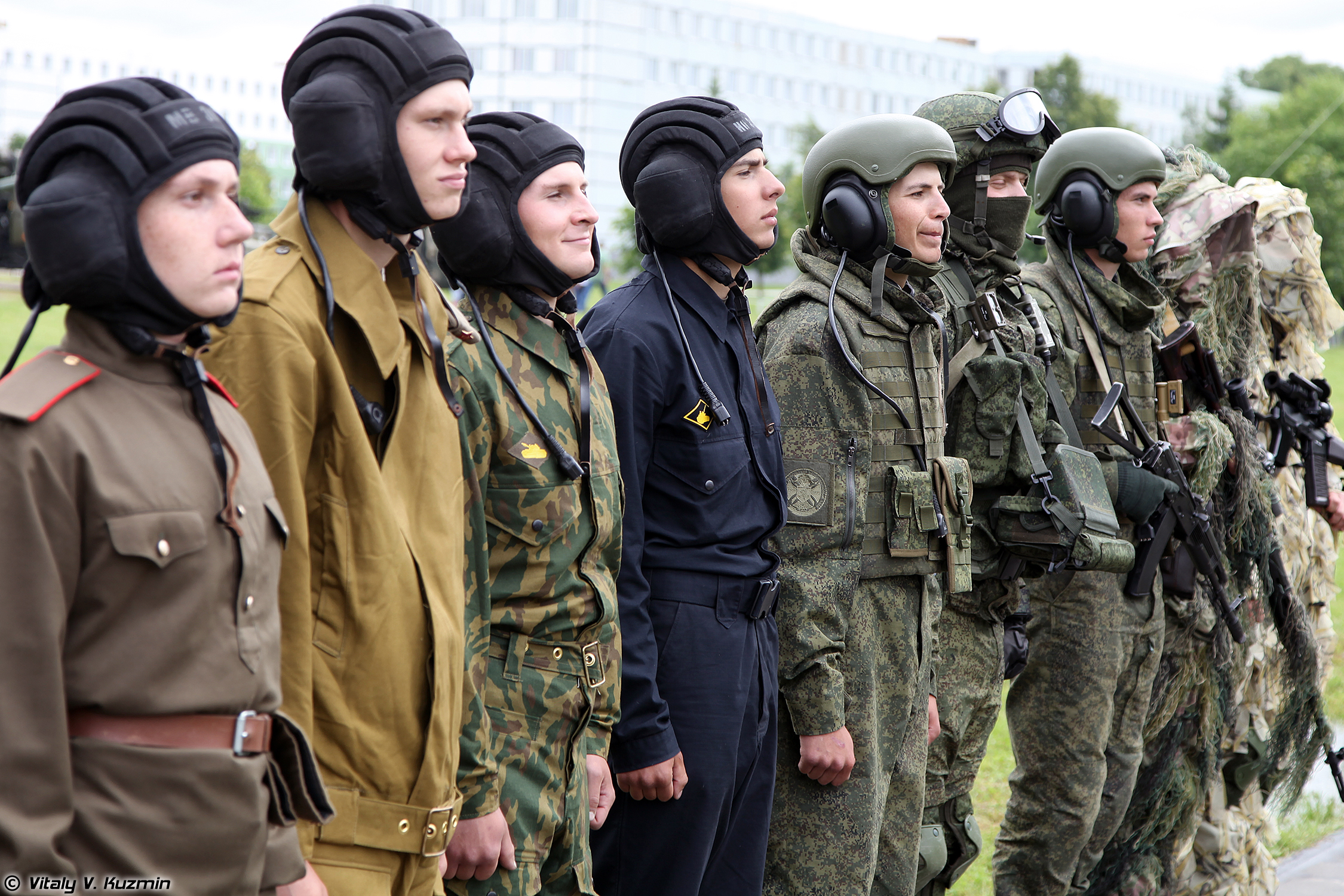
Летняя форма одежды советских и российских танкистов и других военнослужащих.

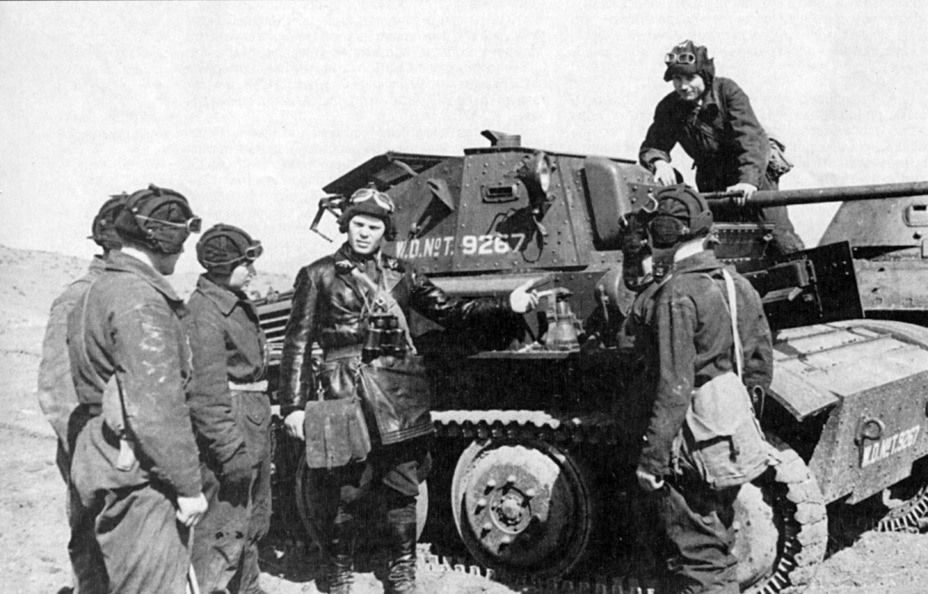
Группа танкистов у танка Tetrarch MkVII. 1942 год. На танкистах можно увидеть обмундирование: комбинезоны и шлемы довоенного образца; на командире — кожаная куртка с полным снаряжением поверх неё

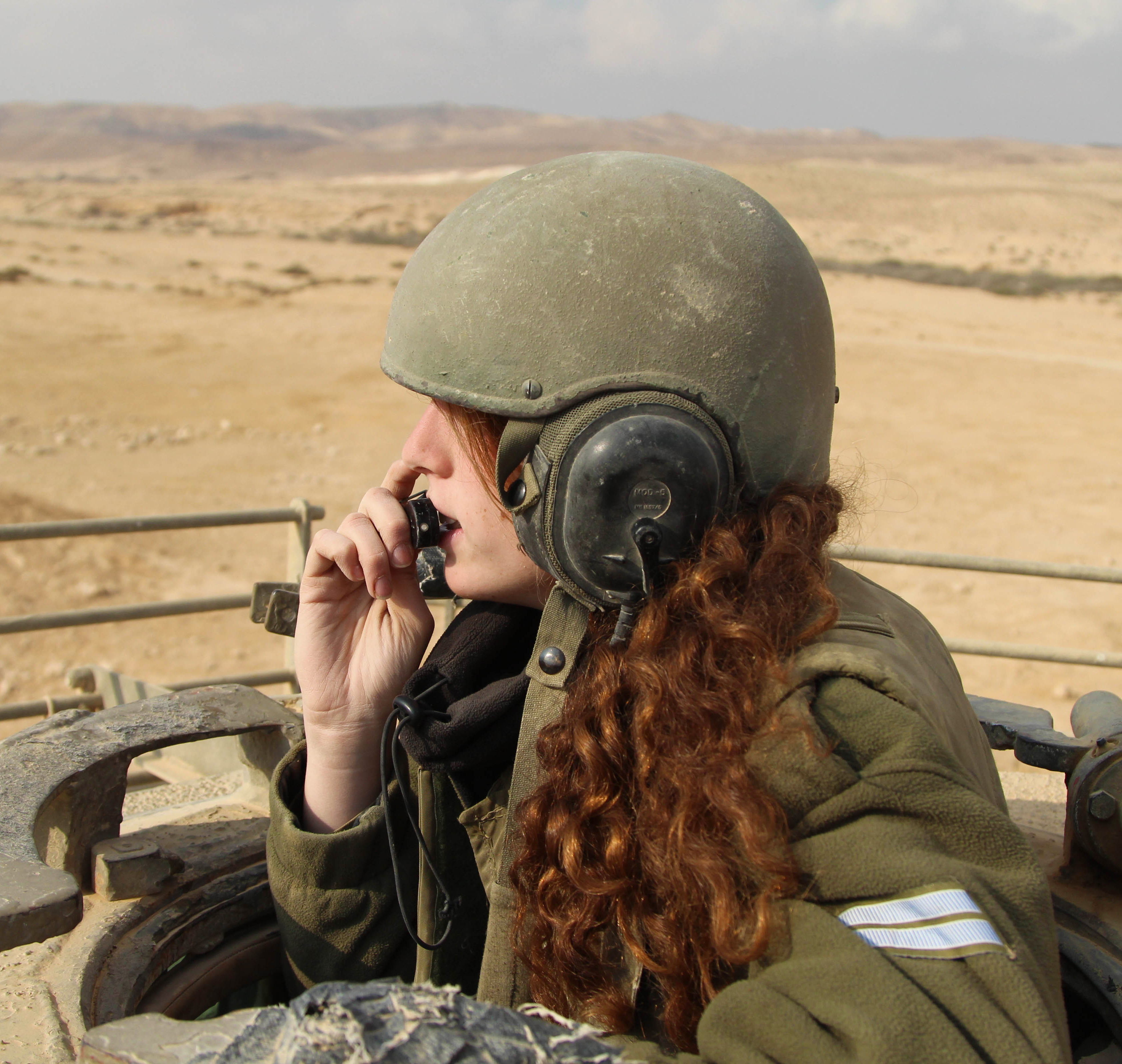
Танкистка-инструктор ЦАХАЛа проводит учения.

Танки́ст — член экипажа танка (боевой машины).
С начала изобретения и появления боевой машины, названной танк (tank), и оснащением им формирований сухопутных войск, для её применения требовались военнослужащие умеющие правильно её эксплуатировать, так и появился личный состав танковых частей. В просторечии слово танкист обозначает любого военнослужащего танковых войск и танковых формирований в БС, АБТВ, МВ, БТиМВ и так далее (си. «День танкиста»). 

## Должности танкистов
Экипажи танков различаются по должностям, количеству и составу в зависимости от вида (основной или специальный), типа (тяжёлый, средний и малый) или модели танка, в зависимости от классификации танков как БМ, в вооружённых силах того или иного государства. Например, экипажи танков БТ-7 состояли из трёх человек, танков Т-34 — из четырёх, экипаж танка КВ-2 состоял из 6 человек, а специального танка ИМР — из 2 человек (механик-водитель и командир-оператор).
Основными должностями танкистов в экипаже являются: командир, наводчик орудия, механик-водитель, заряжающий, радист и пулемётчик.

### Командир танка
Командир танка руководит действиями танкового экипажа при ведении им боевых действий, в ходе учебно-боевой деятельности и технического обслуживания материальной части. Командир танка подчиняется командиру танкового взвода и является непосредственным начальником для членов экипажа танка (отделения). Воинские должности командиров танков комплектуются военнослужащими после обучения в учебной воинской части.
Штатная должность в Вооружённых Силах России — командир отделения в танковом взводе. Штатное воинское звание — сержант. До 1960-х годов командиры танков имели более высокое звание: старшина в 1950-х годах, а в годы Великой Отечественной войны — даже младшие офицерские.

Приказ о назначении командного состава на средние и тяжёлые танки № 0400, от 9 октября 1941 года.

Для повышения боеспособности танковых войск, лучшего их боевого использования во взаимодействии с другими родами войск назначать:

1. На должности командиров средних танков — младших лейтенантов и лейтенантов.

2. На должности ... .

Начальнику Финансового управления Красной Армии внести соответствующие изменения в оклады содержания.

Народный комиссар обороны И. Сталин— ф. 4, оп. 11, д. 66, л. 167. Подлинник.

### Наводчик орудия

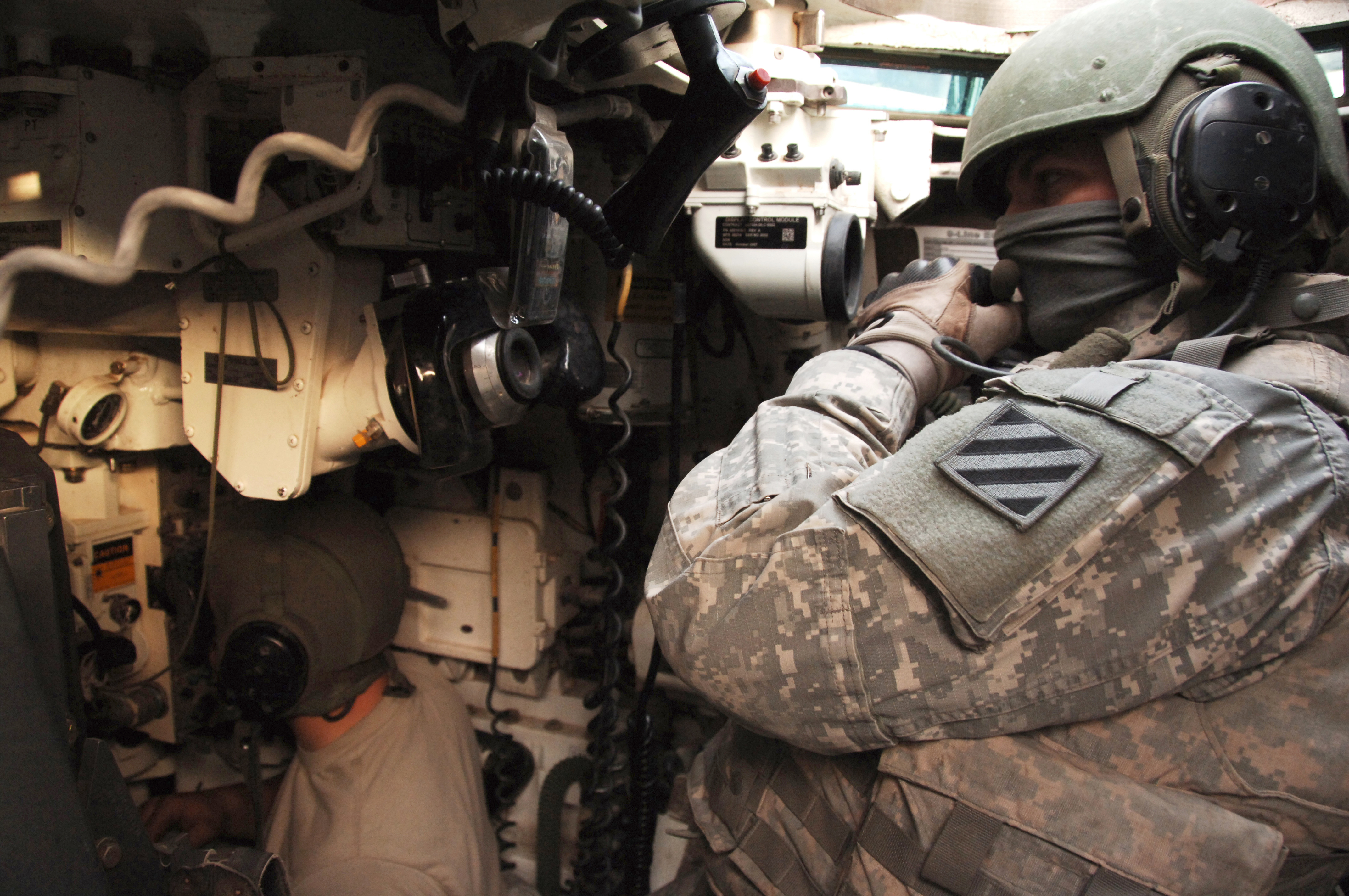
Вид на место наводчика орудия (слева внизу) и командира танка (справа вверху) в танке M1 Abrams

Наводчик орудия танка является заместителем командира танка. При выполнении боевой задачи экипажем танка наводчик ведёт огонь из танковой пушки и пулемёта по целям, указанным командиром танка или обнаруженным самостоятельно. Особенностью деятельности специалиста является точное наведение орудия на цель и осуществление выстрелов.
Штатная должность в Вооружённых Силах России — наводчик-оператор. Штатное воинское звание — ефрейтор.

### Механик-водитель
Механик-водитель (жаргонное мехвод) подчиняется командиру танка и несёт непосредственную ответственность за техническое состояние ходовой материальной части танка. Механик-водитель танка должен хорошо водить танк в любых условиях (в колонне, в боевых порядках подразделения), умело преодолевать препятствия и заграждения, труднодоступные участки местности, выбирать оптимальные режимы и маршруты движения. Он также должен вести наблюдение за полем боя, появляющимися целями, докладывать о них командиру танка, обеспечивать наводчику орудия наилучшие условия для стрельбы.
Деятельность механика-водителя непосредственно связана с обеспечением постоянной готовности танка к выполнению боевой задачи. Он отвечает за эффективное использование вверенной ему техники, экономное расходование топлива, смазочных материалов, поддерживает двигатель, вспомогательные механизмы, электрооборудование, гидросистемы и другое в исправном состоянии.
Штатная должность в Вооружённых Силах России — механик-водитель, старший механик-водитель. Штатное воинское звание — рядовой-ефрейтор.

### Заряжающий танка
Заряжающий — должность, военно-учётная специальность и военнослужащий находящийся на ней. 
От танкового заряжающего требуется отличное знание тактико-технических характеристики боевой машины (танка), орудия, пулемётов и боевых припасов, применяемых экипажем, умение готовить их к стрельбе, быстро и сноровисто заряжать танковое орудие. Заряжающий танка входит в состав экипажа танка, подчиняется командиру танка. Вместе с наводчиком участвует в подготовке орудия к бою. Он также следит за готовностью средств связи и выполняет обязанности наблюдателя в указанном командиром секторе обзора. Заряжающий танка должен знать обязанности наводчика орудия танка и при необходимости заменять его. Кроме того, в его обязанности входит помогать механику-водителю заправлять танк горючим и водой, а также знать устройство зенитной пулемётной установки танка, правила стрельбы из неё и уметь вести огонь по воздушным целям.
Отсутствует в танках с автоматом заряжания 
Штатная должность в Вооружённых Силах России — заряжающий. Штатное воинское звание — рядовой.

Размещение экипажа в самоходно-артиллерийской установке ИСУ-152: 1. Механик-водитель. 2. Командир. 3. Наводчик. 4. Замковый. 5. Заряжающий.

## Руководящие документы
В повседневной деятельности экипаж танка руководствуются общевоинскими уставами ВС России, в особый период — боевыми уставами.

## Гендерная дискриминация
Приказом Министра обороны России, от 24 апреля 2017 № 025 и Приказом директора Росгвардии, от 11 июля 2016, № 01 «Об утверждении перечня воинских должностей подлежащих замещению солдатами…», находящихся под грифом секретно, в Российской Федерации лицам женского пола запрещено замещение должности «танкист». В 2018 году пятеро девушек из Тольятти, ссылаясь на международную практику Армии Израиля и Норвегии, в которых женщины проходят срочную военную службу, предприняли попытку оспорить в суде Приказ министра обороны и Приказ директора Росгвардии, указывая на нарушения 19 статьи Конституции России, в которой гарантируется равенство прав и свобод человека и гражданина независимо от пола. Ответчиками были заявлены Министерство обороны России и Росгвардия. Судебный марш-бросок девушек получил освещение на федеральных телеканалах НТВ, 5 канал, 360, Мир, Дождь. Сами ответчики назвали судебную попытку девушек агрессивным феминизмом.
Через год в 2019 году одной девушке удалось прорвать оборону, Верховный Суд России с третьей попытки принял иск девушки Яны Сургаевой.
На предварительном судебном заседании под председательством судьи Верховного суда Аллы Назаровой в присутствии третьих лиц минюста и генпрокуратуры из-за секретности обжалуемых приказов суд отказался допустить к участию представителя Уполномоченного по правам человека в Российской Федерации и представителя по доверенности, указав представить в суд адвоката с ордером. По результату рассмотрения закрытого судебного дела 22 августа 2019 года суд отказал девушке в праве служить танкистом в армии, указав на Постановление Правительства РФ от 06.02.1993 N 105 «О новых нормах предельно допустимых нагрузок для женщин при подъёме и перемещении тяжестей вручную».
Несмотря на запрет женщин-танкистов в России, в 2019 году женский танковый экипаж впервые принял участие в «Армейских международных играх».

## Профессия танкиста в искусстве
- Фильмы о танкистах